# Not Me
Not Me é o segundo álbum de estúdio do cantor de música pop Glenn Medeiros, lançado em 1988.

## Faixas
1. "Fallin'" (Michael Bolton, Bobby Caldwell) 3:52
2. "Never Get Enough of You" (Andre Pessis, Kevin Wells) 4:27
3. "I Don't Want To Lose Your Love" (Nick Jamieson, Kim O'Leary) 4:26
4. "No Way Out of Love" (Peter Bunetta, J. Ericksen, C. Seeger) 4:20
5. "You're My Woman, You're My Lady" (Jeff Tyzik) 3:42
6. "Love Always Finds a Reason" (Robbie Buchanan, Diane Warren) 4:33
7. "Someday Love" (Terry Cox, Nick DiStefano) 4:33
8. "Long and Lasting Love" (Gerry Goffin, Michael Masser) 3:39
9. "Heart-Don't Change My Mind" (Robbie Buchanan, Diane Warren) 4:43
10. "I Don't Wanna Say Goodnight" (Tom Keane, Eric Pressly) 4:47
11. "Not Me" (Paul Anka, D. Rivers) 3:56
12. "Un Roman d'amitié (Friend You Give Me a Reason)" (Didier Barbelivien, Robbie Buchanan, Diane Warren) 4:26

## Desempenho nas paradas musicais
| Críticas profissionais | Críticas profissionais |
| Avaliações da crítica  | Avaliações da crítica  |
| Fonte                  | Avaliação              |
| ---------------------- | ---------------------- |
| allmusic               | [ 1 ]                  |

| Parada musical (1988/1989)    | Melhor posição |
| ----------------------------- | -------------- |
| Países Baixos (MegaCharts)    | 83             |
| Reino Unido (UK Albums Chart) | 63             |

## Certificações
| França (SNEP)                             | Ouro | 1989 | 100.000* |
| *número de vendas baseado na certificação |      |      |          |